# Svenska Panoptikon

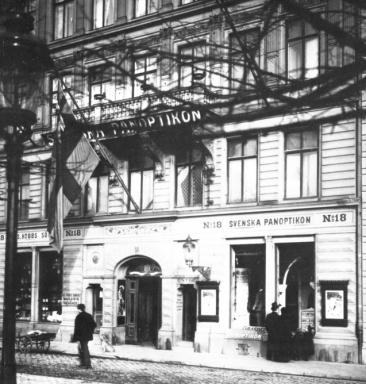
Svenska Panoptikons entré.

Svenska Panoptikon var ett vaxkabinett på Kungsträdgårdsgatan 18 i Stockholm 1889–1924.

## Grundandet

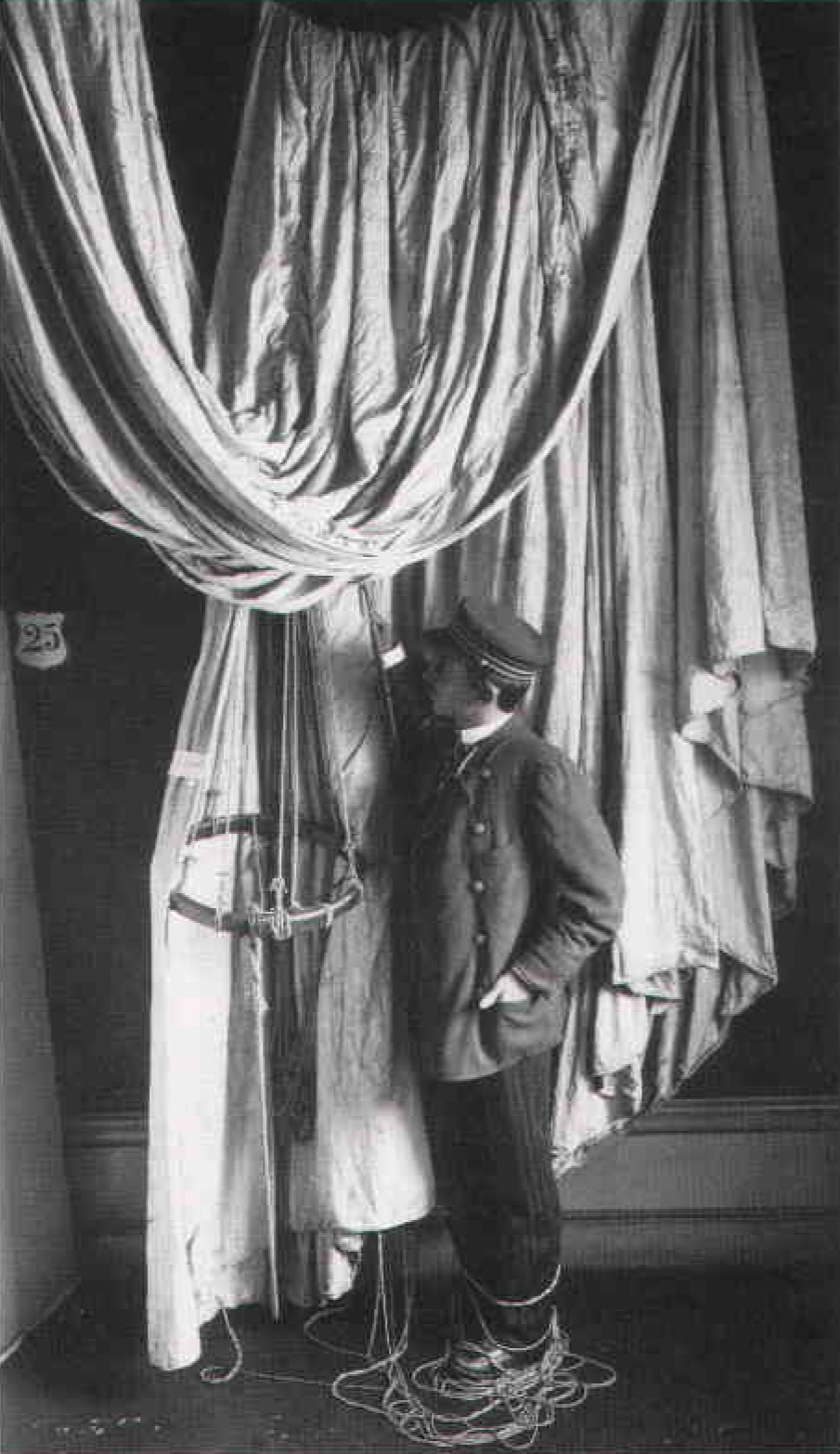
Vaxdocka av Victor Rolla och hans fallskärm på Panoptikon.

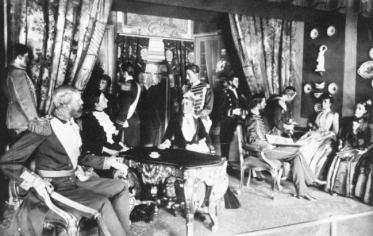
Scenen med den kungliga familjen, så som den var uppställd 1889.

Svenska Panoptikon grundades med tanken att inte bara vara ett traditionellt vaxkabinett utan även visa upp såväl historiska som samtida figurer i deras rätta miljöer.

### Ledningen
Bland de som bildade bolaget fanns grosshandlare P Lundström, medicinalrådet Richard Wawrinsky, arkitekt Thor Thorén, kapten P Möller och direktör A Gumaelius. Direktör för vaxkabinettet blev dansken V Salchow.

### Figurerna
Inför öppnandet anlitades flera svenska skulptörer, bland annat Per Hasselberg, Alfred Nyström och Agnes Kjellberg, och porträttmodelleringen leddes av dansken E Ch Christensen. I möjligaste mån försökte man få personen som skulle bli vaxfigur att sitta modell. Även dräkterna försökte man få så lika originalen som möjligt genom att anlita samma skräddare som sytt åt den porträtterade.

### Scenografin
Lundholms möbelsnickeri i Stockholm var flitigt anlitat i arbetet med möblerna, och för att skapa miljö åt scenen med den kungliga familjen tillverkades en exakt kopia av Drottningens rum på slottet. I övrigt användes scenteknik från teatern för att måla kulisser – utförda av Carl Grabow. Detaljer tillverkades i papier maché och med hjälp av textilier. Även belysningen och vaxfigurernas inbördes placering skapade dramatik i scenerna.

## Beskrivning av vaxkabinettet
Svenska Panoptikon omfattade tre våningar och en källare i huset på Kungsträdgårdsgatan vid Kungsträdgården. I skylten fanns placerat en mekanisk rättvikskulla som visade upp plakat med de främsta sevärdheterna. När vaxkabinettet öppnade 1889 bestod det av tolv scener med sammanlagt ca 70 figurer. Många av dessa scener förblev oförändrade fram till att Svenska Panoptikon stängdes 1924. Andra förändrades i takt med åren. Till exempel intog Gustaf V efter sin fars död den placering som den senare haft. Man såg även till att figurerna som föreställde levande personer åldrades i takt med originalet och att kläderna följde det rådande modet.
Många av scenerna kretsade kring kungligheter och ett annat vanligt tema – som låg i tiden – var upptäcktsresor. I källaren fanns några få figurer av brottslingar, men detta våningsplan kom från första decenniet på 1900-talet att mest innehålla dödsmasker.

## Samtida omdömen
Överintendenten och konstnären Fritz von Dardel besökte 1889 Panoptikon och gav följande skildring av sina intryck:
| ”                                                                    | Jag besökte det nyss öppnade Svenska panoptikon, där en samling kända personer, mest inom teatervärlden och från Lagergrens kafé, utförts i vax. Några grupper av allmännare intresse visas även, såsom kungl. familjens medlemmar (damerna oigenkännliga), gamle kejsarens och kejsar Fredriks dödsbäddar, Kongofararnas tält o. s. v. Det hela är medelmåttigt, Boulanger och Carnot dåliga. | „ |
| – Fritz von Dardel, Minnen från senare år 1888-1898 (Stockholm 1931) | |   |

## Nedläggningen
Flera av de stora vaxkabinetten ute i Europa lade ned sin verksamhet under åren efter första världskriget. Det var dyrt att framställa vaxfigurer och publiken drogs till andra nöjen. Svenska Panoptikon stängdes den 9 mars 1924 och den 18 mars samma år hölls en stor auktion i vaxkabinettets lokaler då figurer inklusive deras kostymer såldes. Dyrast blev ingenjör Andrée som gick för 100 kronor, men i övrigt kunde man få en vaxfigur för bara några få kronor. Flera kungligheter betingade höga priser, även om det i deras fall mest var figurernas originalkostymer som var eftertraktade. Vissa av figurerna hamnade senare i olika skyltfönster hos affärer och kaféer i Stockholm.

## Scenerna 1889
Följande scener ingick i vaxkabinettet vid öppnandet 1889 (enligt Svenska Panoptikons katalog för det året) – figurerna i respektive scen står inom parentes:
- Gustaf III i Sergels atelier (fru Schröderheim, Gustaf III, Bellman, Sergel)
- Stanley och löjtnant P. Möller vid Kongo-floden (löjtnant P Möller, Stanley, en zanzibarit, en bakongo-man) – Stanley och Möller gör upp planen för en tilltänkt expedition till floden Niadi
- Konunga-familjen (H. M. Konungen, H. K. H. Prinsessan Eugenia, H. M. Drottningen, H. K. H. Prins Karl, Prins Bernadotte, H. K. H. Prins Eugen, Prinsessan Bernadotte, H. K. H. Kronprinsen, H. K. H. Kronprinsessan, H. K. H. Enkehertiginnan af Dalarne, uppassande kammartjänare och hovlakej) – scenen föreställer kaffedrickande efter middagen
- Kejsar Wilhelm I på sin dödssäng (Kejsar Wilhelm I, Furst Bismarck, kejsar Wilhelm II)
- "Lerne zu leiden ohne zu klagen!" (Kejsar Fredrik III på sjuksängen, kejsarinnan Victoria Adelaide) – kejsaren lider efter ett smärtsamt kvävningsanfall, men klagar inte
- D:r Frithiof Nansen på skidfärden över Grönlands inlandsis
- Sångare & Skådespelare vid Kongl. Stora Operan och Dramatiska Teatern (Fröken Selma Ek, fröken Anna Klemming, fru Ellen Hartman, direktör Gustaf Fredriksson, herr Svante Hedin, hovkapellmästaren Conrad Nordqvist, fru Dina Edling, direktör Anders Willman) – scenen är Operans sångfoyer
- Lagerlunden (riksantikvarien Hildebrand, bibliotekarien Wieselgren, professor Key, målaren Nils Forsberg, bankofullmäktig Liss Olof Larsson, operasångaren Pelle Jansson) – Lagerlunden var ett kafé vid gamla operakaféet
- Nordenskjöld och Palander i Vegas kajuta (friherre Nordenskjöld, kapten Palander)
- Samling av dödsmasker (Carl Maria von Weber, Mendelssohn, Fredrik den Store, Napoleon I, Goethe, Maria Stuart, Schiller, Dante Alighieri, Cavour[förtydliga], Canova, Cromwell, Mirabeau, drottning Lovisa av Preussen, Machiavelli, Tasso, general Porter)
- Tippu Tip-gruppen (Tippu-Tip, löjtnant Wester, löjtnant Gleerup) – mäktige araben Tippu besöker de båda svenska löjtnanterna i Kongo-stationen vid Stanley-fallen
- Likplundring (två förbrytare och ett lik i en kista)

Övriga figurer som fanns utplacerade i vaxkabinettet:
- Professor Viktor Rydberg
- Franska presidenten Carnot
- General Boulanger

Urvalet av figurer ger en god bild av folkbildning och publik efterfrågan vid tiden ifråga. Under åren tillkom många figurer och miljöer och vid stängningen 1924 fanns uppåt sextio scener.